# Santiago de Alcântara
Santiago de Alcântara (em castelhano: Santiago de Alcántara) é um município raiano da Espanha na comarca de Valência de Alcântara, província de Cáceres, comunidade autónoma da Estremadura. Tem 95,7 km² de área e em 2021 tinha 488 habitantes (densidade: 5,1 hab./km²).
Em Santiago de Alcântara ficam situadas as ruínas do castelo de Cabeza de Esparragal ou da Comenda do Esparregal, mencionado no texto do Tratado de Alcanizes.
Tal como nas vizinhas Ferreira de Alcântara e Cedilho, a influência do português faz-se sentir em muitas palavras e expressões.

## História
Santiago de Alcântara provém de uma colónia romana que ocupou um sítio denominado Eras de Ulloa, a quatro quilómetros a sul da aldeia atual, com o objetivo de procurar ouro no rio “Aurela”, de onde recebe o seu nome, e de onde se encontraram vestígios da dita colónia. A antiguidade deste povoado não é possível de ser apurada com exatidão, já que os arquivos paroquiais e municipais têm lacunas e existem documentos em falta. Em 1172 Santiago foi conquistada aos mouros pelos cavaleiros da ordem que lhe veio a dar nome, Ordem de Santiago e de Alcántara. Ainda é fácil descobrir ossos humanos naquele que era então o cemitério. Mais tarde é construído no lugar um castelo chamado “Castillo da Comenda de Esparregal”, do qual hoje apenas restam as fundações. O “Castelo”, como se conhece popularmente, pertenceu à Ordem militar de Alcântara. O povoado, por necessidades agrícolas, veio a desmembrar-se, deslocando-se parte da população para a atual aldeia de Santiago e a outra ficando no chamado “Santiago o Velho”, o qual veio a desaparecer nas lutas com os portugueses. Estas disputas com os vizinhos lusitanos eram contínuas e parecem ressurgir olhando para o “Vale do sangue”. A inícios do século XIX, a aldeia passou a denominar-se “Santiago de Carbajo”, nome que se modificou em 1960, para dar lugar ao atual.

## Demografia
| Variação demográfica do município entre 1991 e 2004 | Variação demográfica do município entre 1991 e 2004 | Variação demográfica do município entre 1991 e 2004 | Variação demográfica do município entre 1991 e 2004 |
| --------------------------------------------------- | --------------------------------------------------- | --------------------------------------------------- | --------------------------------------------------- |
| 1991                                                | 1996                                                | 2001                                                | 2004                                                |
| 923                                                 | 818                                                 | 718                                                 | 705                                                 |